# Iulia și Delia Zanoschi
Iulia Jaso (n. Iulia Zanoschi) și Delia Wookey (n. Delia Zanoschi), născute pe 25 octombrie, 1988, sunt surori gemene românce cunoscute pentru realizările lor în alpinism.

## Biografie
Născute și crescute la Iași, România, din profesorii de matematică Adrian și Gabriela Zanoschi, surorile au urmat Colegiul Național și au absolvit Bacalaureatul Român. Au primit diplome de licență în afaceri de la Academia de Studii Economice din București și de la Universitatea Sorbona în 2010, urmate de un master în finanțe de la HEC Paris în 2011. În 2016, Iulia a urmat cursurile Wharton School de la Universitatea din Pennsylvania, iar Delia a studiat la Harvard Business School, ambele obținând MBA. Iulia și Delia locuiesc în prezent în Seattle, Washington.

## Alpinism
Surorile și-au început călătoria de alpinism cu ascensiunea Kilimanjaro în 2017, și au finalizat provocarea Seven Summits, urcând cele mai înalte vârfuri de pe fiecare continent. În mai 2021, au devenit primele gemene europene și cele mai tinere românce care au urcat pe vârful Muntelui Everest. În ianuarie 2022, au ajuns pe vârful Masivul Vinson, devenind primele românce care au completat circuitul Seven Summits. Cateva luni dupa, au finalizat circuitul Seven Volcanoes cu ascensiunea Muntelui Damavand în mai 2022.

### Seven Summits
| Nr. | Vârf                | Altitudine  | Continent       | Data           |
| --- | ------------------- | ----------- | --------------- | -------------- |
| 1   | Muntele Kilimanjaro | 5,895 metri | Africa          | octombrie 2017 |
| 2   | Muntele Kosciuszko  | 2,228 metri | Australia       | ianuarie 2018  |
| 3   | Muntele Elbrus      | 5,642 metri | Europa          | august 2018    |
| 4   | Aconcagua           | 6,961 metri | America de Sud  | ianuarie 2019  |
| 5   | Muntele Everest     | 8,848 metri | Asia            | mai 2021       |
| 6   | Denali              | 6,190 metri | America de Nord | iunie 2021     |
| 7   | Vinson Massif       | 4,892 metri | Antarctica      | ianuarie 2022  |

### Seven Volcanoes
| Nr. | Vârf                | Altitudine  | Continent       | Data           |
| --- | ------------------- | ----------- | --------------- | -------------- |
| 1   | Muntele Kilimanjaro | 5,895 metri | Africa          | octombrie 2017 |
| 2   | Muntele Elbrus      | 5,642 metri | Europa          | august 2018    |
| 3   | Pico de Orizaba     | 5,636 metri | America de Nord | noiembrie 2018 |
| 4   | Muntele Giluwe      | 4,367 metri | Australia       | noiembrie 2019 |
| 5   | Ojos del Salado     | 6,893 metri | America de Sud  | ianuarie 2020  |
| 6   | Muntele Sidley      | 4,285 metri | Antarctica      | decembrie 2021 |
| 7   | Muntele Damavand    | 5,609 metri | Asia            | mai 2022       |